# Иерсинии
Иерси́нии (лат. Yersinia) — род бактерий из семейства Yersiniaceae, грамотрицательные палочки несколько микрометров длиной и доли микрометра в диаметре, факультативные анаэробы.

## История изучения
Род назван в честь Александра Йерсена, швейцарского бактериолога, открывшего Yersinia pestis — возбудителя чумы. Род иерсиний выделен в 1944 году ван Логхемом (van Loghem)

## Патогенез
Некоторые из иерсиний патогенны для человека, вызывая иерсиниозы. Их природный резервуар — грызуны, иногда и другие млекопитающие. Инфицирование происходит через кровь (в случае с Yersinia pestis) или через пищевод (что реже — Yersinia pseudotuberculosis) при употреблении заражённых продуктов (особенно овощных, молочных и мясных). Есть предположения, что некоторые бактерии этого рода могут распространяться простейшими.

## Физиология
Некоторые иерсинии отличаются способностью не только выживать, но и размножаться при температуре +1…+4 °C (что примерно соответствует температуре внутри холодильника). Также они демонстрируют относительно высокую устойчивость к нагреванию — некоторые из них могут выдерживать температуру +50…+60 °C в течение 20—30 минут. Иерсинии достаточно быстро инактивируются с помощью окислителей.

## Виды
На июнь 2021 года в род включают 26 видов:
- Yersinia aldovae Bercovier et al. 1984
- Yersinia aleksiciae Sprague and Neubauer 2005
- Yersinia alsatica Le Guern et al. 2020
- Yersinia artesiana Le Guern et al. 2020
- Yersinia bercovieri Wauters et al. 1988
- Yersinia canariae Nguyen et al. 2020
- Yersinia enterocolitica (Schleifstein and Coleman 1939) Frederiksen 1964
- Yersinia entomophaga Hurst et al. 2011
- Yersinia frederiksenii Ursing et al. 1981
- Yersinia hibernica Nguyen et al. 2019
- Yersinia intermedia Brenner et al. 1981
- Yersinia kristensenii Bercovier et al. 1981
- Yersinia massiliensis Merhej et al. 2008
- Yersinia mollaretii Wauters et al. 1988
- Yersinia nurmii Murros-Kontiainen et al. 2011
- Yersinia pekkanenii Murros-Kontiainen et al. 2011
- Yersinia pestis (Lehmann and Neumann 1896) van Loghem 1944 typus — чумная палочка
- Yersinia proxima Le Guern et al. 2020
- Yersinia pseudotuberculosis (Pfeiffer 1889) Smith and Thal 1965 — возбудитель псевдотуберкулёза
- Yersinia rochesterensis (Cunningham et al. 2019) Nguyen et al. 2021
- Yersinia rohdei Aleksic et al. 1987
- Yersinia ruckeri Ewing et al. 1978
- Yersinia similis Sprague et al. 2008
- Yersinia thracica Le Guern et al. 2020
- Yersinia vastinensis Le Guern et al. 2020
- Yersinia wautersii Savin et al. 2014